# Miss Turismo Internacional 2016
Miss Turismo Internacional 2016 foi a 19ª edição do tradicional concurso de beleza feminino de nível internacional denominado Miss Turismo Internacional. O certame é realizado anualmente na Malásia e é caracterizado por ter seu ápice final sempre no dia 31 de Dezembro, tornando-se assim o último concurso de beleza a ser realizado no ano. Coordenado pelo empresário Datuk Danny, o evento foi realizado este ano no Marriott Putrajaya Hotel, em Putrajaya com a presença de sessenta (60) candidatas. A detentora do título na última edição, a venezuelana Faddya Ysabel coroou sua sucessora no final do concurso, que teve transmissão simultânea pela live da página oficial do concurso no Facebook.

## Resultados

### Colocações
| Posição                 | País e Candidata |
| Vencedora               | - Nova Zelândia - Ariel Pearse |
| 2º. Lugar               | - Brasil - Thainá Magalhães |
| 3º. Lugar               | - Austrália - Tasha Ross |
| 4º. Lugar               | - México - Ximena Delgado |
| 5º. Lugar               | - Indonésia - Dikna Faradiba |
| (TOP 10) Semifinalistas | - Cazaquistão - Dana Raiymbek - Holanda - Kimberley Ijsbrandij - Malásia - Ng Shin Ying - República Checa - Michaela Haladová - Zimbabue - Ashley Morgen |

### Ordem dos Anúncios
| 1. Brasil 2. México 3. Holanda 4. Austrália 5. Zimbabue 6. Nova Zelândia 7. Cazaquistão 8. República Checa 9. Indonésia 10. Malásia | 1. Indonésia 2. México 3. Austrália 4. Brasil 5. Nova Zelândia |  |  |

## Quadro de Prêmios

### Prêmios Especiais
O concurso distribuiu o seguinte prêmio:
| Prêmio        | País e Candidata            |
| Miss Simpatia | - Dinamarca - Grace Gardner |

### Prêmios de Patrocinadores
O concurso distribuiu os seguintes prêmios:
| Prêmio                | País e Candidata               |
| Miss KL Sogo          | - Japão - Mao Kaneko           |
| Miss Glowing Glojas   | - Indonésia - Dikna Faradiba   |
| Miss Whoosh Glamurous | - México - Ximena Delgado      |
| Miss Gintell Wellness | - Filipinas - Justine San Jose |

### Miss Talento
As candidatas com o melhor talento se apresentaram na final:
| Prêmio                  | País e Candidata |
| 1                       | - Malásia - Ng Shin Ying |
| (TOP 10) Semifinalistas | - Brasil - Thainá Magalhães - Cazaquistão - Dana Raiymbek - Dinamarca - Grace Gardner - Holanda - Kimberley Ysbrandÿ - Índia - Divya Agarwal - Japão - Mao Kaneko - Nova Zelândia - Ariel Pearse - República Checa - Michaela Haladová - Tailândia - June Pinicha - Zimbabue - Ashley Morgen |

## Outras Etapas

### Best National Costume

#### Melhor Traje Típico
As três candidatas com o melhor traje típico deste ano:
| Prêmio | País e Candidata                                                                      |
| 1      | - Guatemala - Claudia Verónica - Indonésia - Dikna Faradiba - Vietnã - Pham Thùy Linh |

### Best in Social Media

#### A Melhor em Mídias Sociais
As três candidatas com o melhor desempenho em mídias sociais:
| Prêmio | País e Candidata                                                                        |
| 1      | - Bielorrússia - Polli Cannabis - Indonésia - Dikna Faradiba - Tailândia - June Pinicha |

### Best in Evening Gown

#### A Melhor em Traje de Gala
As três candidatas com o melhor vestido de gala:
| Prêmio | País e Candidata                                                                      |
| 1      | - Paraguai - Julia Frison - Suazilândia - Nadia Nascimento - Tailândia - June Pinicha |

## Candidatas
Disputaram o título deste ano:
| - África do Sul - Izelle van Vuuren - Alemanha - Dana Schäfer - Argélia - Cherine Keriati - Argentina - Michelle Figueroa - Armênia - Lucy Harutyunyan - Austrália - Tasha Ross - Bélgica - Fadia Cherrabi - Bielorrússia - Polli Cannabis - Bolívia - Andrea Velasco - Bósnia e Herzegovina - Tamara Nosović - Brasil - Thainá Magalhães - Camarões - Enanga Ndolo - Camboja - Nita Chhay - Canadá - Yolanda Spence - Cazaquistão - Dana Raiymbek - China - Yuan Xiao - Costa Rica - Lisbeth Valverde - Dinamarca - Grace Gardner - Estados Unidos - Maria Vitetzakis - Estônia - Kaidi Türk | - Filipinas - Justine San Jose - França - Émilie Maestracci - Geórgia - Ana Sikharulidze - Grécia - Gkolfo Kalyvioti - Guatemala - Claudia Verónica - Holanda - Kimberley Ijsbrandij - Hong Kong - Crystal Tang - Índia - Divya Agarwal - Indonésia - Dikna Faradiba - Japão - Mao Kaneko - Letônia - Julia Scetina - Macedônia - Monika Zacapchieva - Malásia - Ng Shin Ying - México - Ximena Delgado - Mianmar - Khaing Phu Wai - Moldávia - Irina Molocenco - Montenegro - Andrea Šundić - Nigéria - Rita Onyinye - Noruega - Yasmin Aakre - Nova Zelândia - Ariel Pearse | - Panamá - Thyaré del Carmen - Paraguai - Julia Frison - Peru - Giuliana Barrios - Polônia - Laura Mancewicz - Portugal - Vanessa Sousa - Quênia - Wiinfred Gakii - Quirguistão - Cholpon Mambetova - República Checa - Michaela Haladová - Romênia - Bianca Mihalache - Rússia - Ekaterina Barinova - Suazilândia - Nadia Nascimento - Suécia - Angelika Åkesson - Tailândia - June Pinicha - Taiwan - Ting Sheng - Ucrânia - Olga Mubarakshyna - Uganda - Eildad Epiaka - Uzbequistão - Nigina Sharofova - Venezuela - Thea Cleo Sichini - Vietnã - Pham Thùy Linh - Zimbabue - Ashley Morgen |

## Histórico

### Estatísticas
Candidatas por continente:
- Europa: 23. (Cerca de 37% do total de candidatas)
- Ásia: 16. (Cerca de 27% do total de candidatas)
- Américas: 12. (Cerca de 20% do total de candidatas)
- África: 7. (Cerca de 12% do total de candidatas)
- Oceania: 2. (Cerca de 4% do total de candidatas)